# زينعلي (والانجرد)
زینعلي (بالفارسية: زینعلی) هي مستوطنة تقع في إيران في قسم والانجرد الريفي. يقدر عدد سكانها بـ 106 نسمة .